# Didier Gomes Da Rosa
Didier Gomes Da Rosa (Charenton-le-Pont, 10 ottobre 1969) è un allenatore di calcio francese, tecnico dell'Al-Ahly Tripoli.

## Palmarès

### Club

#### Competizioni nazionali
- Primus National Football League: 1

Rayon Sports: 2012-2013
- Campionato camerunese: 2

Cotonsport Garoua: 2014, 2015
- Campionato guineano: 1

Horoya: 2019
- Ligi Kuu Bara: 1

Simba: 2020-2021
- Coupe du Cameroun: 1

Cotonsport Garoua: 2014
- Tanzania FA Cup: 1

Simba: 2020-2021